# Genesee River
Der Genesee River ist ein 253 Kilometer langer Fluss in den US-Bundesstaaten New York und Pennsylvania der Vereinigten Staaten von Amerika.
Er mündet nahe Rochester in den Ontariosee. Der Fluss wurde von den Seneca, einem früher in der Gegend lebenden Indianerstamm, als „Fluss der vielen Fälle“ bezeichnet. Sein heutiger Name kommt aus der Irokesensprache und bedeutet „schöne Senke“.
Der mittlere Abschnitt des Flusses durchquert in einer bis zu 200 m tiefen Schlucht den Letchworth State Park. In seinem Südteil, der auch Grand Canyon of the East genannt wird, befinden sich drei Wasserfälle, die Upper, Middle und Lower Falls. In Rochester überquerte früher der Eriekanal den Genesee River mittels eines Aquädukts. Heute ist dieses Teilstück des Kanals stillgelegt. Der neuere New York State Barge Canal kreuzt nun den Fluss südlich von Rochester. Von Rochester zum Ontariosee weist der Genesee River ein Gefälle von etwa 100 m auf. Hier liegen der sehenswerte 29 m hohe High-Falls-Wasserfall sowie 1,5 km stromabwärts die 20 m hohen Lower Falls.